# Богданов Андрій Євгенович
Андрі́й Євге́нович Богда́нов (нар. 21 січня 1990, Київ) — український футболіст, центральний півзахисник ковалівського «Колоса».

## Життєпис
Народився 21 січня 1990 року в Києві на Троєщині, згодом сім'я переїхала на Святошин.
Вихованець футбольної школи київського «Динамо» (перший тренер — Олександр Леонідов), у якій пройшов усі етапи юнацького футболу.
2007 року долучався до ігор третьої динамівської команди, яка брала учать у другій лізі чемпіонату України. Від укладання професійного контракту з «Динамо» відмовився, оскільки не бачив перспектив потрапляння до основної команди клубу. Натомість 2008 року уклав контракт з іншою київською командою — «Арсеналом».
У складі «канонірів» в іграх чемпіонату країни дебютував 23 травня 2009 року, вийшовши на заміну у грі проти львівських «Карпат», яка завершилася перемогою киян з рахунком 4:0. Цей матч став єдиним для Андрія в чемпіонаті того сезону.
Першу половину сезону 2009—2010 провів в оренді у ПФК «Олександрія», у складі якої регулярно брав участь у матчах першої ліги. На початку 2010 року новий тренер «Арсенала» В'ячеслав Грозний повернув гравця з оренди та почав залучати до основного складу команди. З того часу Богданов став основним гравцем «Арсеналу».
У червні 2012 року у гравця завершився контракт з «канонірами» і вже 18 червня Богданов повернувся до рідного «Динамо», підписавши чотирирічний контракт. У команді взяв 23 номер. Через тимчасовий дефіцит флангових захисників в «Динамо» восени 2012 року Богданов кілька разів грав на цій позиції, проте закріпитися у складі «біло-синіх» не зумів.
28 лютого 2013 року перейшов на правах оренди до кінця сезону в київський «Арсенал», а після завершення сезону «каноніри» продовжили оренду ще на рік.
15 січня 2014 у пресі з'явилася інформація про підписання Андрієм Богдановим контракту з харківським «Металістом» терміном на 3,5 роки, проте провів у команді лише півроку.
Улітку 2014 року підписав орендний контракт з грецьким клубом «Ерготеліс». Угода розрахована на 1 рік. Після відходу з грецького клубу перейшов в молдавський «Саксан», за який провів 2 матчі в першому кваліфікаційному раунді Ліги Європи сезону 2015/16.
У жовтні 2015 року Богданов підписав розрахований до кінця сезону 2015/16 контракт з луцькою «Волинню». Дебютував у новій команді 18 жовтня 2015 року в програному лучанами виїзному матчі з ФК «Олександрія». Після завершення сезону залишив «Волинь», але зрештою, не працевлаштуватись у данському «Сількеборзі», повернувся до луцького клубу. Проте вже на початку серпня 2016 року таки залишив «Волинь» і невдовзі опинився у складі донецького «Олімпіка». У січні 2018 року Богданов залишив «Олімпік» і уклав піврічну угоду із «Аркою». Згодом угоду було подовжено і півзахисник виступав за польську команду до грудня 2018 року.
16 січня 2019 року на правах вільного агента уклав угоду з чернігівською «Десною». У січні 2020 року як вільний агент перебрався до «Колоса» з Ковалівки.
Від початку повномасштабного військового вторгнення РФ до України у лютому 2022 році Богданов записався до лав територіальної оборони Києва та склав присягу на вірність українському народові. У березні 2022 року футболіст змінив тероборону на ЗСУ.

### Збірна
Виклик в національну збірну вперше отримав в 2013 році на товариську гру зі збірною Норвегії. У цьому матчі 6 лютого і відбувся дебют Богданова в збірній, коли він замінив Євгена Коноплянку на 86-й хвилині за рахунку 2:0 на користь України, який і зберігся до фінального свистка.

## Досягнення
Арка (Гдиня)
- Володар Суперкубку Польщі: 2018

## Статистика
Станом на 8 серпня 2016 року
| Сезон   | Клуб                | Ліга          | Чемпіонат | Чемпіонат | Кубок | Кубок | Дублери | Дублери | Єврокубки | Єврокубки |
| Сезон   | Клуб                | Ліга          | Ігри      | Голи      | Ігри  | Голи  | Ігри    | Голи    | Ігри      | Голи      |
| ------- | ------------------- | ------------- | --------- | --------- | ----- | ----- | ------- | ------- | --------- | --------- |
| 2003-04 | «Динамо» (Київ)     | ДЮФЛ          | 20        | 0         | —     | —     | —       | —       | —         | —         |
| 2004-05 | «Динамо» (Київ)     | ДЮФЛ          | 23        | 6         | —     | —     | —       | —       | —         | —         |
| 2005-06 | «Динамо» (Київ)     | ДЮФЛ          | 22        | 5         | —     | —     | —       | —       | —         | —         |
| 2006-07 | «Динамо» (Київ)     | ДЮФЛ          | 20        | 4         | —     | —     | —       | —       | —         | —         |
| 2007-08 | «Динамо-3» (Київ)   | Друга ліга    | 14        | 0         | —     | —     | —       | —       | —         | —         |
| 2007-08 | «Арсенал» (Київ)    | Вища ліга     | 0         | 0         | 0     | 0     | 11      | 3       | —         | —         |
| 2008-09 | «Арсенал» (Київ)    | Прем'єр-ліга  | 1         | 0         | 1     | 0     | 25      | 2       | —         | —         |
| 2009-10 | ПФК «Олександрія»   | Перша ліга    | 14        | 2         | 1     | 0     | —       | —       | —         | —         |
| 2009-10 | «Арсенал» (Київ)    | Прем'єр-ліга  | 12        | 1         | 0     | 0     | 1       | 0       | —         | —         |
| 2010-11 | «Арсенал» (Київ)    | Прем'єр-ліга  | 25        | 2         | 4     | 0     | 1       | 0       | —         | —         |
| 2011-12 | «Арсенал» (Київ)    | Прем'єр-ліга  | 27        | 2         | 2     | 0     | 0       | 0       | —         | —         |
| 2012-13 | «Динамо» (Київ)     | Прем'єр-ліга  | 7         | 0         | 1     | 0     | 6       | 1       | 2         | 0         |
| 2012-13 | «Арсенал» (Київ)    | Прем'єр-ліга  | 11        | 3         | 0     | 0     | 1       | 1       | —         | —         |
| 2013-14 | «Арсенал» (Київ)    | Прем'єр-ліга  | 7         | 0         | 0     | 0     | 0       | 0       | —         | —         |
| 2013-14 | «Металіст» (Харків) | Прем'єр-ліга  | 9         | 0         | 1     | 0     | —       | —       | —         | —         |
| 2014-15 | «Ерготеліс»         | Суперліга     | 13        | 1         | 2     | 0     | —       | —       | —         | —         |
| 2015-16 | «Саксан»            | Нац. дивізіон | 0         | 0         | 0     | 0     | —       | —       | 2         | 0         |
| 2015-16 | «Волинь»            | Прем'єр-ліга  | 16        | 0         | 3     | 1     | 0       | 0       | —         | —         |
| 2016-17 | «Волинь»            | Прем'єр-ліга  | 1         | 0         | —     | —     | 0       | 0       | —         | —         |

### Статистика виступів за збірну
| Дата       | Місто   | Господарі | Результат | Гості    | Турнір           | Голи | Примітки |
| ---------- | ------- | --------- | --------- | -------- | ---------------- | ---- | -------- |
| 06-02-2013 | Севілья | Україна   | 2 – 0     | Норвегія | товариський матч | -    |          |
| Усього     |         | Матчів    | 1         |          | Голів            | 0    |          |